# فاينو أوير
فاينو أوير (بالفنلندية: Väinö Auer)‏ هو جيولوجي وجغرافي وأستاذ جامعي فنلندي، ولد في 7 يناير 1895 في هلسنكي في فنلندا، وتوفي بنفس المكان في 20 مارس 1981.

## وصلات خارجية
- فاينو أوير على موقع IMDb (الإنجليزية)